# 坂口義弘
坂口 義弘（さかぐち よしひろ、1938年11月24日 - ）は、日本の編集者、フリーライター、ルポルタージュ作家。
北海道函館市出身。1965年東洋大学卒。『週刊ポスト』『週刊現代』記者などののちフリー。『歴史と現代』（1980－1982、歴史と現代社）『新雑誌X』（1983－1991）編集長、元早稲田マスコミ塾専任講師。日本ペンクラブ会員。

## 著書
- 『「歪んだピラミッド」の虚構』国際商業出版 1976
- 『ドキュメント怪文書 企業編』国際商業出版 1977
- 『激突・サントリー対キリン 飲むか飲まれるかシェア戦争』エール出版社 1978
- 『西武残酷物語 西武式残酷商法の実態と堤兄弟の暗い部分』エール出版社 1979
- 『ダイエーの誇大妄想 近頃のダイエー商法への疑問総まくり』エール出版 1980
- 『ダイエー残酷物語 中内社長の憂うつ』エール出版社 1981
- 『大企業群の野望』大陸書房 1982
- 『ドキュメント堤義明』あっぷる出版社 1983
- 『日本通運残酷物語 ペリカン便哀話・社員残酷記・下請いじめ、日通商法の明日を占う』エール出版社 1984
- 『ドキュメント　イトーヨーカ堂　伊藤雅俊の帝王学』あっぷる出版社 1984
- 『おれは成功途上人 夢を建てる男・秀和小林茂』波書房 1986
- 『ジャーナリストになるための作文上達法』海南書房 1986
- 『堤義明が清二に食われる日―“国鉄利権”で表面化した堤兄弟訣別の真相』あっぷる出版社 1986
- 『セコム・飯田亮の情報戦略』ぱる出版 1986
- 『丸井ヤング商法のすべて 青井忠雄のほどほど哲学 決定版』国際商業出版 1986
- 『ゴルフ会員権得する買い方・選び方』ぱる出版 1987
- 『ドキュメント楽器業界戦争 ヤマハ・カワイが松下・カシオに食われる日』あっぷる出版社 1987
- 『西武・セゾン打倒に燃える中内㓛の野望 ダイエーの球団買収でセゾン潰しが始まった』あっぷる出版社 1988
- 『ソニーにおける失敗の研究 あのソニーがフツーの会社になるのが淋しい』エール出版社 1988
- 『堤義明の読売・巨人潰しが始まった』あっぷる出版社 1988
- 『Yamahaにおける失敗の研究』エール出版社 1988
- 『ユニデン 円高無風の国際分業経営』ぱる出版 1988
- 『コンビニエンス業界・3年後の勢力地図 3年後のトップはどこか潰れるコンビニ店はここだ』あっぷる出版社 1989
- 『ローソン、ファミリーマートがセブン-イレブンにどうしても勝てない事情』あっぷる出版社 1989
- 『江川卓・頭のいい財テク術』あっぷる出版社 1990
- 『西武セゾングループ堤清二の壮大な野望 日本一企業集団の21世紀を睨んだ戦略の全貌  改訂版』青年書館 1990
- 『ソニーがビクターを恐れる本当の事情』あっぷる出版社 1990
- 『ダイエー驚異の拡大戦略の全貌 新たな飛翔への布石』青年書館 1990
- 『ダイエー・中内功vsヨーカ堂・伊藤雅俊 90年代の流通を制するカネ・モノ・ヒトの全比較』ぱる出版 1990
- 『丸井"強さ"の秘密 時流適応型の高感度企業』ぱる出版 1990
- 『ヤマト宅急便快進撃の秘密 宅配業界ナンバーワン!  改訂版』青年書館 1990
- 『実力企業の社長の才腕 社長の能力が会社を伸ばす 真価問われる新経営者群像』青年書館 1991
- 『セブン・イレブンだけがなぜ優秀なのか』あっぷる出版社 1991
- 『ダイエーにおける失敗の研究』エール出版社 1991
- 『ヤマハ帝国・栄光からの脱落』エール出版社 1991
- 『日立王国・栄光からの脱落』エール出版社 1992
- 『マスコミ試験突破のための作文上達法』海南書房 1992
- 『マルチ疑惑の訪販16社 マルチ商法か販売革命か』あっぷる出版社 1992
- 『呪いの亀』あっぷる出版社 1992
- 『実名で告発!疑惑のマルチ訪販リスト マルチ商法・悪の手口』あっぷる出版社 1993
- 『マスコミをめざす人のための作文・論文の書き方 内定突破!』ぱる出版 1993
- 『ヤマハ帝国が危ない』エール出版社 1993
- 『マスコミをめざす人のための面談・面接の受け答え 内定突破!』ぱる出版 1994
- 『マスコミをめざす人のための作文・論文の書き方〈’95年度〉』ぱる出版 1994
- 『松下王国が危ない』エール出版社 1994
- 『内定突破!マスコミをめざす人のための面談・面接の受け答え〈’96年度〉』
- 『中国ビジネス・成功する企業・失敗する企業』エール出版社 1995
- 『訪販業界・伸びる会社危ない会社 話題の25社・知られざる実態』あっぷる出版社 1996
- 『狂言訴訟 池田大作を訴えた信平信子・醇浩の野望』ユニコン企画 1997
- 『小説マッカーサーが微笑した日 ある日本女優との出会い』日本名書出版 2000
- 『捏造報道 週刊誌文化の罪と罰』第三文明社 2002
- 『暗黒の日大王国 改訂版』スポーツサポートシステム、文苑堂 2005
- 『運命学 手相と人相を観る』論創社 2007
- 『もの書き貧乏物語』論創社 2007
- 『血脈破談 阿部日顕が潰した日蓮正宗』論創社 2011

### 電子書籍
- 『幸せの学び方―自分の力で運命を変えるには』ａｍａｚｏｎ ２０１８

### 共著
- 『社会党最後の日?』篠崎靖共著 日康 1979
- 『ブリヂストンの商法 躍進する巨大企業の徹底分析』公文大造共著 日新報道 1979
- 『花形記者は転んだ ジャーナリスト内藤国夫の素顔』丸山実共著 幸洋出版 1982
- 『キミはこんな社長のいる文芸春秋社を信じることができるか?』丸山実共著 幸洋出版 1983
- 『自衛隊史』草地貞吾共編著 日本防衛調査協会 1984
- 『一流企業には悪の匂いがある』伊勢暁史共著 エール出版社 1985
- 『佐川清 佐川マネーはこうしてできた!』山下剛共著 ぱる出版 1992
- 『『週刊新潮』の知られざる内幕 異常なる"人間狩り"の底にうごめくもの 創立百年・新潮社の大研究』丸山実共著 長崎出版 1996
- 『パチンコ産業30兆円の闇 政財官癒着の全構図 怒れ!3000万ファン』中野忠良共編著 全貌社 1996
- 『世界史有名人の晩年』新人物往来社文庫 2012

### テレビ出演
- １９９０年、大阪毎日放送「板東英二のわがままミッドナイト」（宅急便について）。
- ２００７年、日本テレビ、スーパーモーニング（はちみつ業界についてのコメント）。
- ２０１８年   ５月、フジテレビ「グッディ」出演（日大についてのコメント）著書『暗黒の日大王国』により。

### 雑誌
- 『公評』2001年 5月号「現代の事件簿」
- 『公評』2003年 1月号「おお、ハッピーホルモンよ」
- 『公評』2003年 6月号「人生に『もしも』はあるか」
- 『公評』2007年 1月号「『いろは歌』の謎と藤沢周平」

- 『公評』2009年 7月号「活字文化は滅びるのか」

- 『公評』2012年５月号「核兵器の無い世界実現を」
- 『公評』2014年 9月号「すぐれた才能を持つ者は孤独」
- 『公評』2015年 12月号「”心”が世の中を救う」
- 『公評』2017年 11月号「平和大使の高校生」
- 『公評』2019年10月号「山本太郎旋風の行方」
- 『公評』2020年 3月号「格差社会ーピラミッドの頂点と底辺」
- 『公評』2020年５月号「打ち出の小槌」
- 『公評』2020年 7月号「バー坂口へようこそ」
- 『公評』2020年 12月号「人情～仕事を超えて」
- 『公評』202１年４月号「目標～これまでと、これからと」
- 『公評』202１年８月号「対話～今、求められるその価値」
- 『公評』202１年12月号「可能性　一縷の望みに賭ける～戦時中、ある男が賭けた可能性」
- 『公評』202２年３月号「勇気～さまざまな形で」
- 『公評』202２年5月号「憧憬に突き動かされて」
- 『公評』202２年８月号「価値観～価値観以前」
- 『公評』202２年10月号「保護ネコ、保護イヌ、保護ウサギ」
- 『公評』202２年12月号「ひそかな百人一首ブーム」
- 『公評』202３年４月号「コミュニケーション～人と人に限らず」
- 『公評』202３年６月号「メディアは踊る」
- 『公評』202３年10月号「憎しみを乗り越えて」
- 『公評』202４年３月号「えにしを大事にする人たち」
- 『公評』202４年５月号「喜怒哀楽～怒から喜へ、哀から楽へ」
- 『公評』202４年８月号「流行～人類として」
- 『公評』2024年 9月号「古今東西の結婚」
- 『公評』2024年12月号「世界が揺らぐ一年」
- 『公評』202５年３月号「究極の防犯・防災」
- 『公評』202５年４月号「特集　仕事『よろこびにほかならない』」
- 『公評』202５年６月号「特集　お金について～『石から紙へ、そして』」　　　　　　　　　　　　　　　　　　　　　　　　　　　　　　　　　　　　　　　　　　　　　 坂口義弘